# Saint-Vincent-de-Barrès
Saint-Vincent-de-Barrès é uma comuna francesa na região administrativa de Auvérnia-Ródano-Alpes, no departamento de Ardèche. Estende-se por uma área de 19,1 km². Em 2010 a comuna tinha 858 habitantes (densidade: 44,9 hab./km²).